# Mikromodelarstwo
Mikromodelarstwo – jedna z form modelarstwa redukcyjnego. Charakteryzuje się stosunkowym uproszczeniem ze względu na przyjętą skalę (np. 1:500 dla statków i okrętów). Jest to dość atrakcyjna forma modelarstwa, ponieważ nie wymaga szczególnie dużych uzdolnień modelarza, a efekty pracy są widoczne już po kilku godzinach pracy, ponadto gotowe modele nie zajmują zbyt dużo miejsca, tak jak ma to miejsce w przypadku modelarstwa tradycyjnego.
Wielkim popularyzatorem mikromodelarstwa okrętowego był Stanisław Katzer.